# Pas de l'Esfinx
El Pas de l'Esfinx es troba a Montserrat (Catalunya), el qual és una de les portes d'entrada a la regió més remota d'aquest massís muntanyós: els Ecos.

## Descripció
La regió dels Ecos és el cor de Montserrat i presenta els racons més feréstecs de la muntanya. De fet, el camí que ens portarà fins al coll, conegut com el recorregut del pas de l'Esfinx, és un dels més difícils que trobarem a Montserrat. Els que siguin escaladors o estiguin habituats al món de la muntanya, amb els seus passos aeris i trams exposats, no tindran cap problema. Fins fa uns quants anys, els passos més difícils estaven equipats amb cordes i cadenes. Però ara no hi ha res. Cal progressar amb precaució i, si no ho veiem clar, el millor és girar cua. Tot i això, l'esforç paga la pena perquè l'ascensió al pas de l'Esfinx recompensa amb vistes molt boniques sobre els Frares Encantats, les Roques dels Aurons i les del Salt de la Nina. D'altra banda, gràcies al seu isolament i dificultat d'accés, aquesta regió és una de les millors per observar les cabres de muntanya. Amb una mica de sort, fins i tot, veurem algun senglar travessant una clariana entre les alzines.

## Accés
Cal deixar el vehicle a la creu Regató (700 m) i pujar al Coll del Miracle (979 m). Arribats al coll, trenquem a l'esquerra pel camí de les Comes (PR-C 78). Després de 50 m, arribem a una cruïlla amb un corriol que surt a l'esquerra per un pendent pedregós. És fàcil passar de llarg, però, si ens hi fixem bé, veurem una fletxa blava pintada sobre la roca amb la indicació "Ecos". Seguim el caminet, que de seguida ens fa passar per un parell de ressalts verticals que podem superar amb una grimpada molt fàcil. Després, haurem de franquejar un marge rocallós molt inclinat. Aquest pas ja és més difícil, però és poc aeri. Avancem amb l'ajuda dels còdols, que ens permeten recolzar bé els peus. Seguim per un torrent de pendent fort. Anem amb els ulls ben oberts: som en un paratge freqüentat per les cabres de muntanya. El camí fa un tomb a l'esquerra per a encarar la part més difícil de l'itinerari. Haurem de pujar per una carena rocallosa molt inclinada. El pendent és fort i el final acaba sent força aeri (cal anar amb molt de compte perquè la roca és dolenta i se'n pot despendre algun còdol). Passat aquest tram, arribem al pas de l'Esfinx (1.159 m) sense més problemes, passant per la base de les roques i la miranda dels Aurons. Trobarem un replà ample, a l'esquena de l'agulla de l'Esfinx, per on podem passejar mentre observem els racons més recòndits de Montserrat.